# Нижнесалдинская кедровая роща
«Нижнесалдинская кедровая роща» («Селиванова роща») — ботанический памятник природы в черте города Нижняя Салда Свердловской области, Россия.
Роща расположена в юго-западной части города и является остатком некогда крупного кедрового массива, существовавшего до основания поселения. По состоянию на 1985 год в роще насчитывалось около 440 деревьев сибирского кедра. Диаметр стволов составлял 100—136 см, высота до 20 м. Приблизительный возраст деревьев от 70 до 330 лет. В начале XX века в кедровнике устраивали сходки рабочие Нижнесалдинского завода. В годы Гражданской войны здесь было расстреляно белогвардейцами около 60 рабочих. В 1925 году на месте казни рабочих был установлен обелиск.
Решением исполкома Свердловского областного Совета депутатов трудящихся № 727 от 16.09.1960 года роща объявлена памятником природы и историко-революционным памятником областного значения. Постановлением Правительства Свердловской области от 17 января 2001 года № 41-ПП ботанический памятник природы «Нижнесалдинская кедровая роща» включён в перечень особо охраняемых природных территорий Свердловской области. Охрана территории объекта возложена на МУП «Чистый город».